# Mubrianax robustior
Mubrianax robustior is een keversoort uit de familie keikevers (Psephenidae). De wetenschappelijke naam van de soort werd in 1928 gepubliceerd door Maurice Pic.